# Tillmannsita
La tillmannsita és un mineral de la classe dels fosfats. Rep el seu nom en honor del Dr. Ekkehart Tillmanns (1941-), un eminent cristal·lògraf i, fins a l'any 2009, cap de l'Institut de Mineralogia i Cristal·lografia de Viena, Àustria.

## Característiques
La tillmannsita és un fosfat de fórmula química HgAg₃(VO₄). Va ser aprovada com a espècie vàlida per l'Associació Mineralògica Internacional l'any 2001. Cristal·litza en el sistema tetragonal. Es troba en forma d'agregats a 0,2 mm de diàmetre, que consisteixen en cristalls pseudooctaèdrics a una dimensió màxima de 50 μm.
Segons la classificació de Nickel-Strunz, la tillmannsita pertany a «08.AC: Fosfats, etc. sense anions addicionals, sense H₂O, amb cations de mida mitjana i gran» juntament amb els següents minerals: howardevansita, al·luaudita, arseniopleïta, caryinita, ferroal·luaudita, hagendorfita, johil·lerita, maghagendorfita, nickenichita, varulita, ferrohagendorfita, bradaczekita, yazganita, groatita, bobfergusonita, ferrowyl·lieïta, qingheiïta, rosemaryita, wyl·lieïta, ferrorosemaryita, qingheiïta-(Fe2+), manitobaïta, marićita, berzeliïta, manganberzeliïta, palenzonaïta, schäferita, brianita, vitusita-(Ce), olgita, barioolgita, whitlockita, estronciowhitlockita, merrillita, tuïta, ferromerrillita, bobdownsita, chladniïta, fil·lowita, johnsomervilleïta, galileiïta, stornesita-(Y), xenofil·lita, harrisonita, kosnarita, panethita, stanfieldita, ronneburgita i filatovita.

## Formació i jaciments
Va ser descoberta a les mines de Roua, situades al municipi de Daluèis, al departament dels Alps Marítims, a Provença – Alps – Costa Blava (França). La localitat tipus és l'únic indret on ha estat trobada aquesta espècie mineral.